# Topólka (województwo wielkopolskie)
Topólka – przysiółek w Polsce położona w województwie wielkopolskim, w powiecie rawickim, w gminie Miejska Górka przy drodze krajowej nr  i zawieszonej obecnie linii kolejowej Rawicz-Kobylin.
W latach 1975–1998 miejscowość administracyjnie należała do województwa leszczyńskiego.
Inne miejscowości o nazwie Topólka: Topólka